# 가와사키다이시역
가와사키다이시역(일본어: 川崎大師駅)은 일본 가나가와현 가와사키시 가와사키구에 있는 게이힌 급행 전철의 역이다. 역 번호는 KK23이다.

## 역사
개통 이후 게이힌 전기철도, 도쿄 급행 전철, 게이힌 급행 전철이 소속하는 회사가 바뀌었다. 게이힌 급행 전철 최초의 역이자 간토 최고의 전철역이기도 하다.

### 연표
- 1899년 1월 21일: 다이시 전기철도의 다이시역으로 개업.
- 1925년 11월: 가와사키다이시역으로 역명 변경.
- 2014년 5월 1일: 역 멜로디 도입(2015년 4월 30일까지).

## 역 구조
상대식 승강장 2면 2선의 지상역이다. 두 플랫폼 사이는 지하도에서 연결된다. 엘리베이터와 에스컬레이터는 설치되지 않았다.
개찰구는 2007년 12월 20일부터 공용을 개시한 1번 승강장 쪽의 "기타구치"와 2번 승강장의 "미나미구치"의 2개소가 있다. 첫 참배 등의 혼잡 시에는 미나미구치 옆 임시 개찰구도 사용된다. 임시 개찰구로 기타구치는 간이 IC카드 개찰기도 설치 완료되어 있다.
배리어 프리 대응 설비로서 경사 및 구내 건널목이 설치되었지만 북쪽 출입구 개찰의 공용 개시와 함께 구내 건널목이 폐지되었고 1번 승강장의 남쪽 출입구 방면(가와사키다이 시 등)에 휠체어 등으로 가려면 역 구외에 있는 건널목을 경유하게 된다.
화장실은 2번 승강장에 있는 다기능 화장실도 병설되어 있다.

### 승강장
| 번호 | 노선      | 방향 | 행선                                             |
| ---- | --------- | ---- | ------------------------------------------------ |
| 1    | 다이시 선 | 하행 | 고지마신덴 방면                                  |
| 2    | 다이시 선 | 상행 | 게이큐 가와사키・요코하마・시나가와・신바시 방면 |

## 역 주변
- 히라마절(가와사키다이시) - 간토 세 본산의 하나.
- 와카미야하치만구
- 가나야마 신사
- 다이시 공원
  - 다이시 공원 수영장
- 가와사키 구청 다이시 지소
- 플라자 다이시
- 가와사키 시립 가와사키 도서관 다이시 분관
- 가와사키시 교육 문화 회관 다이시 분관
- 가와사키 시립 가와나카지마 초등학교
- 가와사키시 소방국 린코 소방서 후지사키 출장소
- 가와사키 다이시 우체국
- 가와사키 후지사키 우체국
- 아지노모도 가와사키 공장
- 국도 제409호선

## 사진

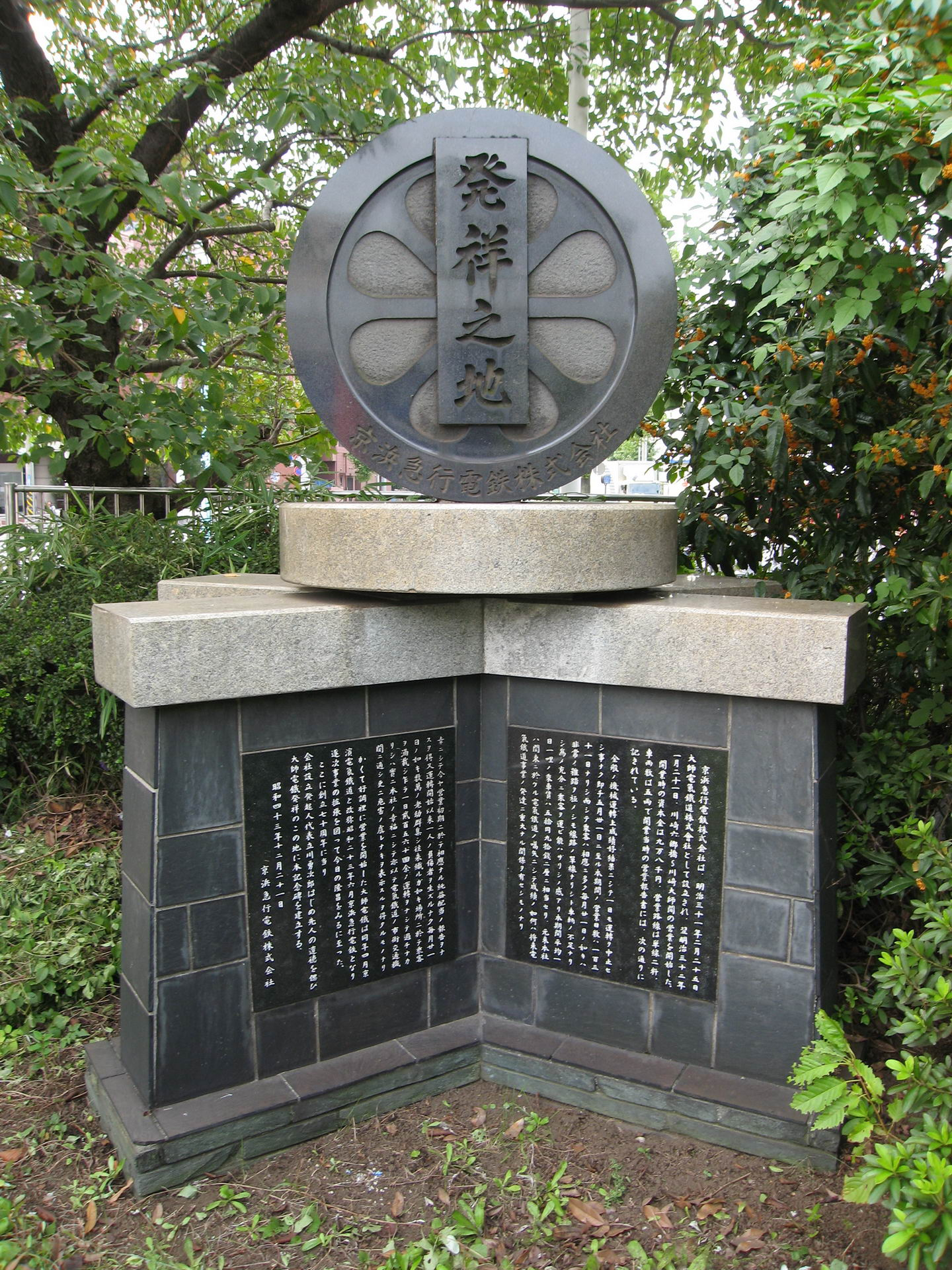
게이힌 급행 발상지 기념비・가와사키다이시 역(가와사키 시 가와사키 구)

## 인접역
| 게이힌 급행 전철 다이시 선         | 게이힌 급행 전철 다이시 선 | 게이힌 급행 전철 다이시 선      |
| ---------------------------------- | -------------------------- | ------------------------------- |
| KK22 스즈키초 게이큐 가와사키 방면 |                            | 히가시몬젠 KK24 고지마신덴 방면 |